# Ouro Verde (Santa Catarina)
Pour les articles homonymes, voir Ouro Verde.
Ouro Verde est une ville brésilienne de l'ouest de l'État de Santa Catarina.

## Géographie
Ouro Verde se situe par une latitude de 26° 41′ 40″ sud et par une longitude de 52° 18′ 43″ ouest, à une altitude de 758 mètres.
Sa population était de 2 271 habitants au recensement de 2010. La municipalité s'étend sur 189 km2.
Elle fait partie de la microrégion de Xanxerê, dans la mésorégion Ouest de Santa Catarina.

## Villes voisines
Ouro Verde est voisine des municipalités (municípios) suivantes :
- Faxinal dos Guedes
- Bom Jesus
- Abelardo Luz